# Dennis Daugaard
Dennis Martin Daugaard (Garretson, 11 juni 1953) is een Amerikaans politicus van de Republikeinse Partij. Tussen 2011 en 2019 was hij de gouverneur van de Amerikaanse staat South Dakota.

## Levensloop
Daugaard is een kind van dove ouders, ook wel CODA genoemd. Hij groeide op in het uiterste oosten van de staat South Dakota, niet ver van de grens met Minnesota. De boerderij waar hij zijn jeugd doorbracht werd in 1911 gekocht door zijn grootouders, die als emigranten uit Denemarken waren gekomen. In het gezin, waarin Daugaard tevens twee zussen had, werd vanwege de doofheid van zijn ouders middels gebarentaal gecommuniceerd. Als kind werd Daugaard onderwezen op een plattelandsschool, waarna hij tot 1971 de middelbare school doorliep in de nabijgelegen plaats Dell Rapids. Hier leerde hij o.a. hoorn bespelen.
Na de middelbare school studeerde Daugaard aan de Universiteit van South Dakota in Vermillion. Hier behaalde hij in 1975 een Bachelor of Science in politieke wetenschappen. Zijn bijvakken waren wiskunde en psychologie. Vervolgens ging Daugaard rechten studeren aan de Northwestern University in Chicago. Tijdens zijn opleidingen verdiende hij zijn brood met verschillende baantjes; zo was hij kelner, bewaker, lasser, buschauffeur, afwasser en referendaris. Ook verfde hij watertorens. Nadat Daugaard in 1978 zijn doctoraat in de rechten behaalde, bleef hij drie jaar in Chicago werken als advocaat.
In 1981 kwam Daugaard terug naar South Dakota om er te trouwen met zijn jeugdliefde, Linda Schmidt. Twee jaar later namen ze de boerderij over waar Daugaard opgroeide en bouwden er een eigen huis. Samen kregen zij drie kinderen. Van 1981 tot 1990 was Daugaard werkzaam als bankier en vicepresident bij een bank in Sioux Falls, en vervolgens werkte hij twaalf jaar lang als development director bij de Children's Home Foundation van South Dakota. In 2002 werd hij bestuursvoorzitter van de Children's Home Society.

### Politiek
In 1996 maakte Daugaard, als lid van de Republikeinse Partij, zijn intrede in de politiek. Hij werd verkozen als senator in de Senaat van South Dakota, waar hij zich vooral inzette voor kinderbescherming, gehandicaptenhulp en het terugdringen van criminaliteit. In 1998 en 2000 werd hij probleemloos herkozen. In 2002 werd Daugaard door partijgenoot Mike Rounds gevraagd om zijn running mate te worden bij de gouverneursverkiezingen. Daugaard ging hierop in, en werd na een succesvolle campagne luitenant-gouverneur van de staat South Dakota. In 2006 werd het duo herkozen.
Na acht jaar lang onder gouverneur Rounds gediend te hebben als luitenant-gouverneur, waagde Daugaard in 2010 zelf de sprong naar het gouverneurschap. Daugaard, politiek gezien de meest ervaren kandidaat, wist bij de Republikeinse voorverkiezing zijn concurrenten met gemak te verslaan en nam het in de algemene verkiezingen op tegen zijn Democratische tegenstander Scott Heidepriem. Op 2 november 2010 werd Daugaard met een verschil van 23% verkozen tot nieuwe gouverneur van South Dakota. Hij werd op 8 januari 2011 ingezworen in de hoofdstad Pierre. De nieuwe luitenant-gouverneur werd Matt Michels.
Daugaard is pro-life. Twee maanden na zijn inauguratie als gouverneur tekende hij een wet om abortus in South Dakota te ontmoedigen. Voor vrouwen die om abortus vragen werd een verplichte bedenktijd van 72 uur ingesteld, alsmede een begeleidingsperiode in een hulpcentrum. Naast abortus is Daugaard evenmin een voorstander van het homohuwelijk. Hij steunt wel het recht op wapenbezit.
De gouverneursverkiezingen van 2014 verliepen voor Daugaard bijzonder succesvol. Nadat hij er zonder veel concurrentie in slaagde de Republikeinse voorverkiezing te winnen, nam hij het bij de algemene verkiezingen op tegen de Democratische kandidaat Susan Wismer. Zij was in de race om de eerste vrouwelijke gouverneur van South Dakota te worden, maar bleek niet tegen de zittende gouverneur opgewassen. Daugaard werd herkozen met ruim 70% van de stemmen, de grootste marge uit de geschiedenis van South Dakota. Zijn tweede termijn ging van start op 10 januari 2015.
Na twee termijnen mocht Daugaard zich in 2018 niet nogmaals verkiesbaar stellen. De gouverneursverkiezingen van dat jaar werden gewonnen door zijn partijgenoot Kristi Noem, die op 5 januari 2019 het gouverneurschap van Daugaard overnam.
- Gemeinsame Normdatei: 1193128781
- International Standard Name Identifier: 0000 0003 6122 4561
- Library of Congress Control Number: no2012004631
- Virtual International Authority File: 223472728
- WorldCat: E39PBJyMkWqH6dpwjppdgYmDbd